# Nyctemera biserrata
Nyctemera biserrata là một loài bướm đêm thuộc phân họ Arctiinae, họ Erebidae.